# Brug 994
Brug 994 is een bouwkundig kunstwerk in Amsterdam-Noord.

## Versie 1
In 1979 werd door architect Dirk Sterenberg van de Dienst der Publieke Werken drie bruggen ontworpen in het verlengde van het voetpad aan de Zwartegouw (de naam is sinds 1965 in de volksmond ontstaan vanuit het Zwarte weggetje; in 1980 officieel gemaakt) nabij volkstuincomplexen De Liergouw en De Molen. De bruggen bestonden uit een betonnen paalfundering waarop brugpijlers die een loopdek droegen dat 1,5 meter boven het wateroppervlak lag. Om daar te kunnen komen sloot het brugdek aan beide zijden af met een trappetje met circa tien treden. De Weersloot waarboven de brug werd geplaatst was twintig meter breed, de overspanning zeventien meter, de trapjes waren door Sterenberg deels gesitueerd boven het water.  

## Versie 2
De brug 994 hield het niet lang vol. De Zwartegouw werd van voet- tot gecombineerd voet- en fietspad gepromoveerd en er was dus een andere brug nodig. Over de oude brugpijlers van Sterenberg kwam rond 1990 een nieuw brugdek, dat enigszins schuin afloopt vanaf de twee middelste pijlers. Ook deze brug werd opgetrokken uit hout. 

## Versie 3
In 2021 bleek deze brug te krap voor het “verkeersaanbod”. In mei 2022 begonnen werkzaamheden om de brug te verwijderen en een nieuwe te bouwen.  De werkzaamheden worden verricht onder toezicht van het Hoogheemraadschap Hollands Noorderkwartier, beheerder van de hoofdwaterloop Weersloot.
<<< · 900 · 901 · 904 · 905 · 906 · 907 · 908 · 909 · 912 · 913 · 914 · 915 · 916 · 917 · 918 · 919 · 920 · 923 · 924 · 930 · 932 · 933 · 934 · 935 · 936 · 937 · 939 · 943 · 944 · 945 · 946 · 947 · 948 · 949 · 950 · 951 · 952 · 953 · 954 · 956 · 957 · 958 · 959 · 960 · 961 · 962 · 963 · 964 · 965 · 966 · 967 · 968 · 970 · 971 · 972 · 973 · 974 · 975 · 978 · 979 ·  980 · 981 · 984 · 985 · 986 · 987 · 988 · 989 · 990 · 991 · 992 · 993 · 994 · 995 · 996 · 997 · 998 · 999 · >>>
Brugnummers  902, 903, 910, 911, 920, 921, 922, 925, 926, 927, 928, 929, 931, 937, 938, 940, 941, 942, 955, 969, 976, 977, 982, 983 zijn niet (meer) vergeven.